# Totholz

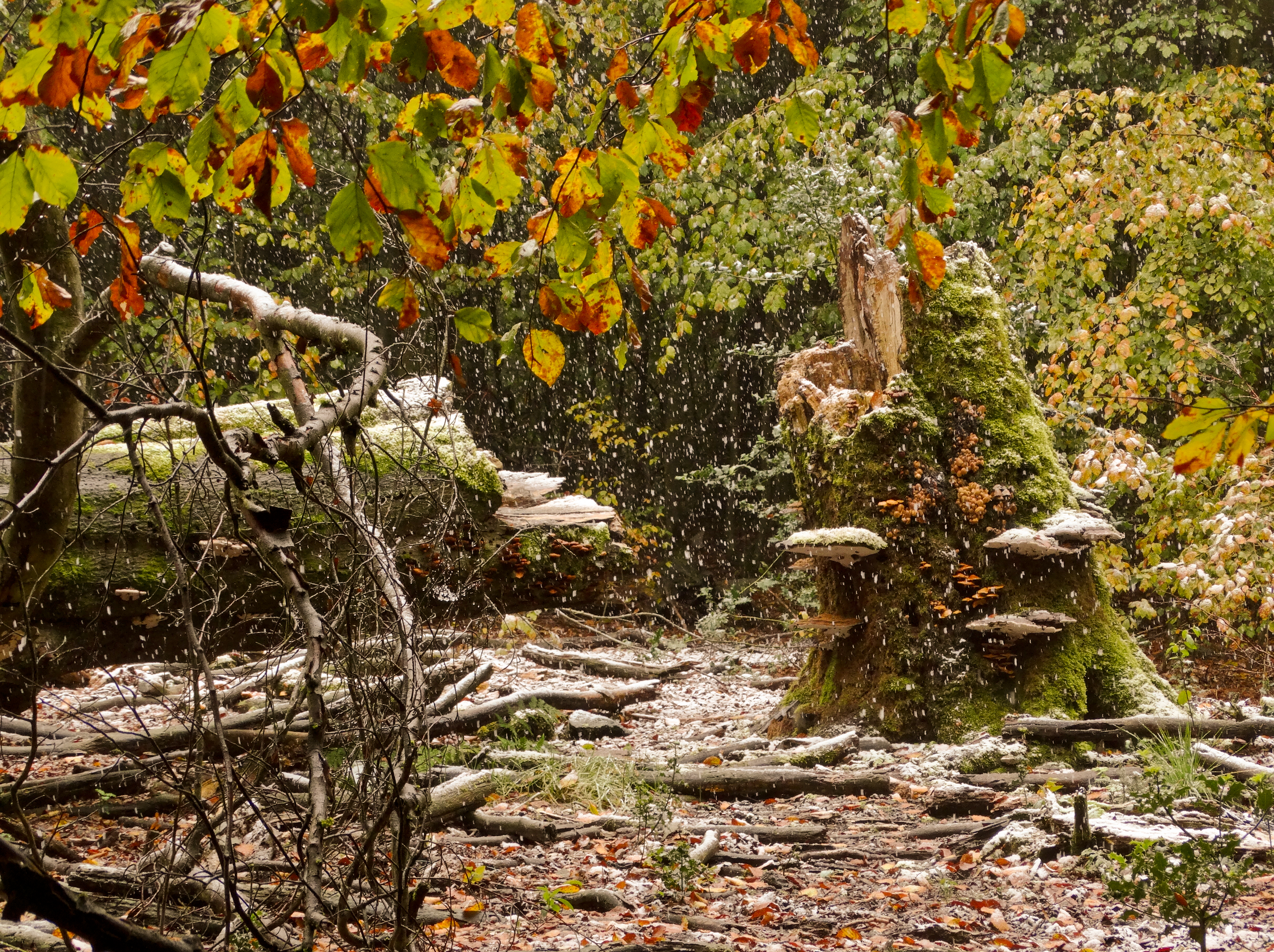
Große, vom Sturm gefällte Buche: stehendes und liegendes Totholz als Grundlage für vielfältiges neues Leben

Totholz wird in der Ökologie und insbesondere im Biotop- und Artenschutz als Sammelbegriff für abgestorbene Bäume oder deren Teile verwendet. Grob unterteilt wird dabei zwischen stehendem Totholz, also noch nicht umgefallenen abgestorbenen Bäumen oder deren Teilen, und liegendem Totholz, das bereits auf dem Erdboden liegt.
Die Bezeichnung Totholz wird hier in einem erweiterten Sinne gebraucht; sie schließt als Biotopholz hier auch (kleinräumig) geschädigte, kranke oder absterbende Bäume, Sträucher und deren Teile ein: Stehendes Totholz ist seltener, bietet aber meist eine größere Vielfalt an Standortfaktoren und ist daher ökologisch wertvoller als liegendes.

## Vorkommen, Entstehung, Formen von Totholz

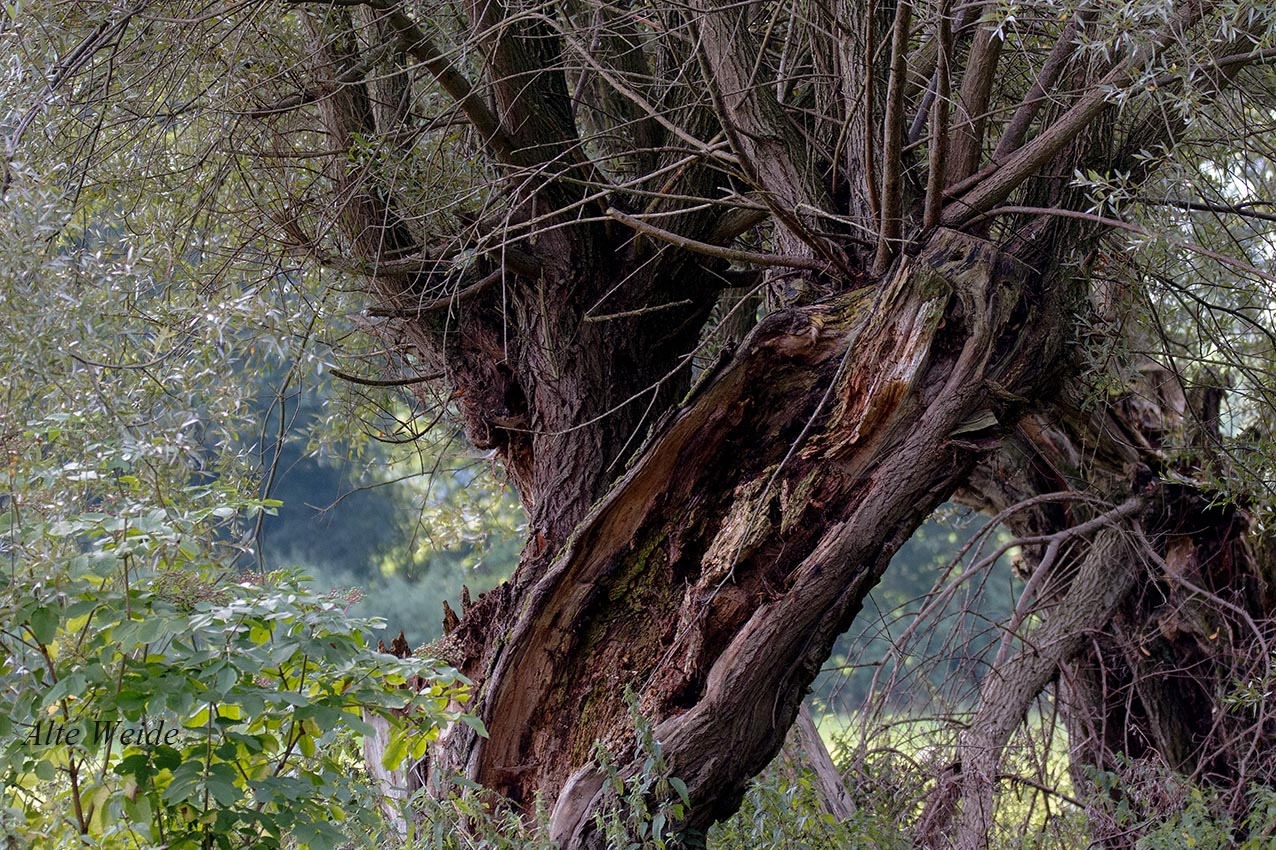
Alte Weide

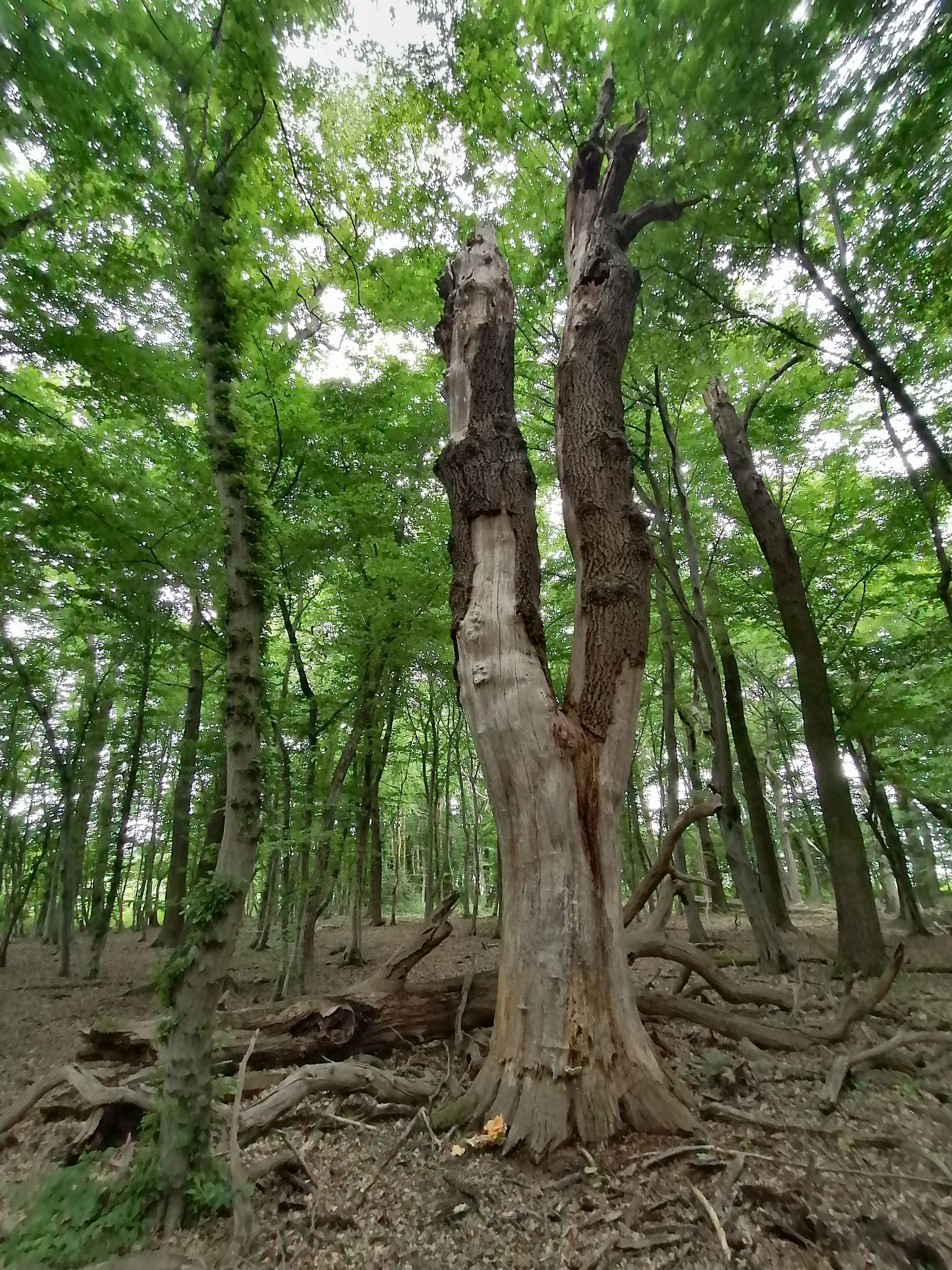
Stehendes Totholz im Kottenforst bei Bonn, 2022

In unberührten Urwäldern entsteht großvolumiges Totholz durch den Alterstod der Bäume, Katastrophenereignisse (Waldbrand, Windwurf, Blitzschlag), durch massenhaftes Auftreten von Insekten und durch andere Umwelteinflüsse (schwankende Grundwasserstände etc.) (vergleiche Mosaik-Zyklus-Konzept und Sukzession). Kleinvolumiges Totholz entsteht in Ur- wie auch in Wirtschaftswäldern vor allem durch Konkurrenzdruck in Jungbeständen. Dieser führt zum Absterben konkurrenzschwacher Bäume sowie zum Absterben von Ästen, die durch das Hochwachsen der Bäume nicht mehr ausreichend Sonnenlicht erhalten.
Je nach Waldgesellschaft liegt der Anteil von Totholz an der gesamten Holzbiomasse in einem Urwald in Mitteleuropa bei 10–30 Prozent, in Wirtschaftswäldern macht dieser Anteil häufig nur noch 1–3 Prozent aus.
Einige Beispiele – Anteile zum Vergleich
- Tropischer Regenwald: Die tropischen Regenwälder sind bislang kaum auf ihre Totholzanteile untersucht worden. Grundsätzlich gilt jedoch ein sehr hoher Totholzanfall, aber ebenso eine wesentlich schnellere Verrottung mit anschließendem Wiedereinbau in die lebende Biomasse.
  - Flachland-Regenwald Australiens: 20 – über 35 m³/ha[1]
- Wälder der gemäßigten Klimazone[2][3][4]: In den kalten Klimazonen dauert die Verrottung von Totholz wesentlich länger. Während Buchen-Totholz vergleichsweise rasch zersetzt wird, bleibt stärkeres Tannen- und Eichen-Totholz oft über mehrere Jahrzehnte erhalten.
  - Finnische Altwälder: 19 m³/ha (Kiefernwald) – 60 m³/ha (Fichtenwald)
  - Polen, Białowieża-Urwald: 87–160 m³/ha
  - Frankreich, Urwald-Reservat im Wald von Fontainebleau: 142–256 m³/ha
  - Buchenurwälder der Karpaten: 50–292 m³/ha
  - Montane Mischwald-Urwälder Slowakei und Slowenien: 80–568 m³/ha
  - Deutschland:
    - Im Durchschnitt gibt es in deutschen Wäldern 20,6 m³ Totholz je Hektar, dies entspricht ungefähr sechs Prozent der lebenden Holzmasse (336 m³/ha). Die durchschnittliche Totholzmenge liegt in den einzelnen Bundesländern zwischen 11,0 m³/ha (Brandenburg/Berlin) und 28,8 m³/ha (Baden-Württemberg). Im Zeitraum 2002–2012 hat die Totholzmenge in Deutschland um 2,1 m³/ha zugenommen.[5]
    - Altwald Heilige Hallen: 244 m³/ha

## Lebensraum Totholz
Totholz wird durch eine Vielzahl von Organismen genutzt, die sich im Laufe der Evolution an diesen Lebensraum angepasst haben. Je nach Holzart und Zersetzungsgrad (Stand des Verfallsprozesses) sind etwa 600 Großpilzarten und rund 1350 Käferarten an der vollständigen Remineralisierung eines Holzkörpers beteiligt. Zwischen Pilzen und Insekten bestehen unterschiedlichste Abhängigkeiten. Insekten übertragen Pilzsporen auf den Holzkörper, die Pilze können wiederum Nahrungsquelle und Teillebensraum für Insekten sein.
Dies führt dazu, dass jeder Totholztyp (ob liegend oder stehend, Stamm („Ammenstamm“)-Kronenholz oder Holzart) mit seiner eigenen Flora und Fauna assoziiert ist. Es entstehen Lebensgemeinschaften in der Rinde, im Holz, im Baummulm, in Baumhöhlen und in Sonderstrukturen wie Saftflüssen, Ameisennestern oder Brandstellen.
Viele Tiere und Pflanzen, die auf Totholz angewiesen sind, stehen auf der Roten Liste der vom Aussterben bedrohten Arten. Diese Arten sind in ihrer Lebensweise hochgradig auf bestimmte Zerfalls- und Zersetzungsphasen von Holz angewiesen. Pilze, Flechten, Moose, Farne und viele Insekten, wie etwa Ameisen, Hautflügler und Schmetterlinge, finden hier ihre Habitatnische. Der überwiegende Teil unserer 1000 Wespen- und Bienenarten ist auf Alt- und Totholz angewiesen.

### Auswahl von Käfern im Totholz
Die Bedeutung des Totholzes für den Artenschutz ist besonders gut bei den Käfern zu belegen. So leben rund 25 Prozent aller in der Bundesrepublik Deutschland vorkommenden Käferarten am Holz verschiedener Zerfallsstadien. Die Gruppe der xylobionten Käfer weist in Deutschland einen sehr hohen Anteil bedrohter Arten auf. Viele dieser Arten zeigen spezielle Ansprüche hinsichtlich ihres Habitats. Spezialisierungen gibt es unter anderem bezüglich Baumart, bevorzugter Struktur (Rinde, Bast, Kernholz), Holzvolumen, Zersetzungsgrad, Lichtexposition, Feuchte sowie Pilz- und Insektenbefall.
Vorwiegend Laubgehölze bevorzugt etwa der Hirschkäfer (Lucanus cervus). Seine Larven leben an morschen Wurzeln alter Eichen, Ulmen und Obstbäumen, seltener an Weichhölzern. Auch ein Großteil der Bockkäferarten (Cerambycidae) wie der Große Eichenbock (Cerambyx cerdo) sind von Laubhölzern abhängig. Die Feuerkäfer (Pyrochroidae) befinden sich unter der Rinde von trockenem Totholz, die Larven dieser Tiere jagen Borkenkäfer im Holz. In Weichhölzern wie den Weiden leben unter anderem die Larven des Moschusbockes (Aromia moschata).
In Nadelhölzern sind verschiedene Prachtkäfer- (Buprestidae) und Runzelkäferlarven (Rhysodidae) zu finden. Der Hausbock (Hylotrupes bajulus) hat in trockenem Fichtenholz seinen natürlichen Lebensraum, die Larven des Fichtenbocks (Monochamus sutor) und des Gemeinen Fichtensplintbocks (Tetropium castaneum) bevorzugen das Kambium von Fichten und Kiefern und verpuppen sich später im Innern der Äste oder des Stammes. Der Mulmbock (Ergates faber) bevorzugt Baumstümpfe von Kiefern, ist aber in höheren Lagen auch an Fichten und Tannen zu finden.
Viele Käfertaxa sind allerdings auch weniger spezialisiert. Die Scheinbockkäfer (Oedemeridae) und ihre Larven sind in terrestrischem Totholz, aber auch in Treibgut und in verholzenden Teilen krautiger Pflanzen zu finden. Die Larven des Nashornkäfers (Oryctes nasicornis) entwickeln sich auch in Holzabfällen, hierzulande findet man sie vornehmlich in Komposthaufen. Ebenfalls an Holz und an anderen Substraten sind Buntkäfer (Cleridae) zu finden. Aus der Familie der Moderkäfer (Latridiidae) bevorzugt vor allem Latridius lardarius schimmelndes Holz, er ernährt sich von Schimmelpilzen. Für eine Reihe von Käfern stellt Totholz auch ein Winterquartier dar, etwa für viele Marienkäfer (Coccinellidae).
Einige Arten kommen nur dort vor, wo lange kontinuierlich viel Totholz vorhanden war. Sie werden als Urwaldrelikte bezeichnet.

### Auswahl von weiteren Insekten im Totholz
Staubläuse ernähren sich etwa von Pilzgewebe, Sporen, Flechten, Grünalgen und sind unter Rinden, an Baumstämmen und Totholz zu finden. Unter den Zweiflüglern (Diptera) sind es vor allem Vertreter der Dungmücken, Haarmücken und Gnitzen, deren Larvalentwicklung in modrigem Totholz stattfindet. Auch die Larven der Tummelfliegen leben im Totholz und ernähren sich von Baumpilzen. Holzfliegen jagen Larven und Würmer. Die Mauerbienen bauen ihre Nester auch in Ritzen im Totholz und verlassenen Fraßgängen anderer Insekten. Die Holzbiene legt Brutzellen in trockenem, sonnenexponiertem und leicht morschem Totholz an und überwintert im Totholz. Die Echten Wespen (Vespidae) benötigen Holz zum Nestbau und hängen ihre Bauwerke auch in trockene Hohlräume alter Bäume. Viele weitere Wildbienen, Hummeln, und Hornissen leben in abgestorbenen Holzstämmen, meist in aufrecht stehenden Baumstümpfen.

### Reptilien, Vögel und Säugetiere im Totholz
Totholz bietet größeren Tieren die Möglichkeit, ihre Bauten und Nester anzulegen, und ist Lebensraum der Nahrung von Vögeln und anderen Wirbeltieren. Von den Insektenlarven im Holz ernähren sich die Spechte und andere heimische Vögel. Spechte zimmern ihre Bruthöhlen in lebende aber auch abgestorbene Bäume oder Baumteile. Die so entstandenen Baumhöhlen werden, wenn die Spechte sie verlassen haben, von anderen Tieren als Nistplatz genutzt, so zum Beispiel von den Eulenarten Raufußkauz, Sperlingskauz und Waldkauz sowie von der Hohltaube oder Kleinsäugern wie Siebenschläfer und Eichhörnchen.
Auch Baummarder nutzen die Höhlen. Verlassene Spechthöhlen dienen außerdem einer Reihe von Fledermausarten wie dem Großen Abendsegler, der Bechsteinfledermaus, dem Braunen Langohr, der Fransenfledermaus und der Wasserfledermaus (in der Nähe von Gewässern, Altarme, Auwald) als Sommer- und Winterquartier.
Verschiedene Amphibien und Reptilien suchen liegendes Totholz als Tagesversteck (Sonnenbad) oder zum Überwintern auf. Darunter fallen etwa die Erdkröte und die Waldeidechse sowie die Europäische Sumpfschildkröte, die Totholz in Gewässernähe braucht. Blindschleichen und Kreuzottern suchen Baumhöhlen in Bodennähe zum Überwintern und als Nistplatz auf. Die Blindschleiche nutzt alte Baumstämme tagsüber zum Sonnenbad. Die Kreuzotter versteckt sich tagsüber bei großer Hitze in oder unter Totholz.

### Pilze im Totholz

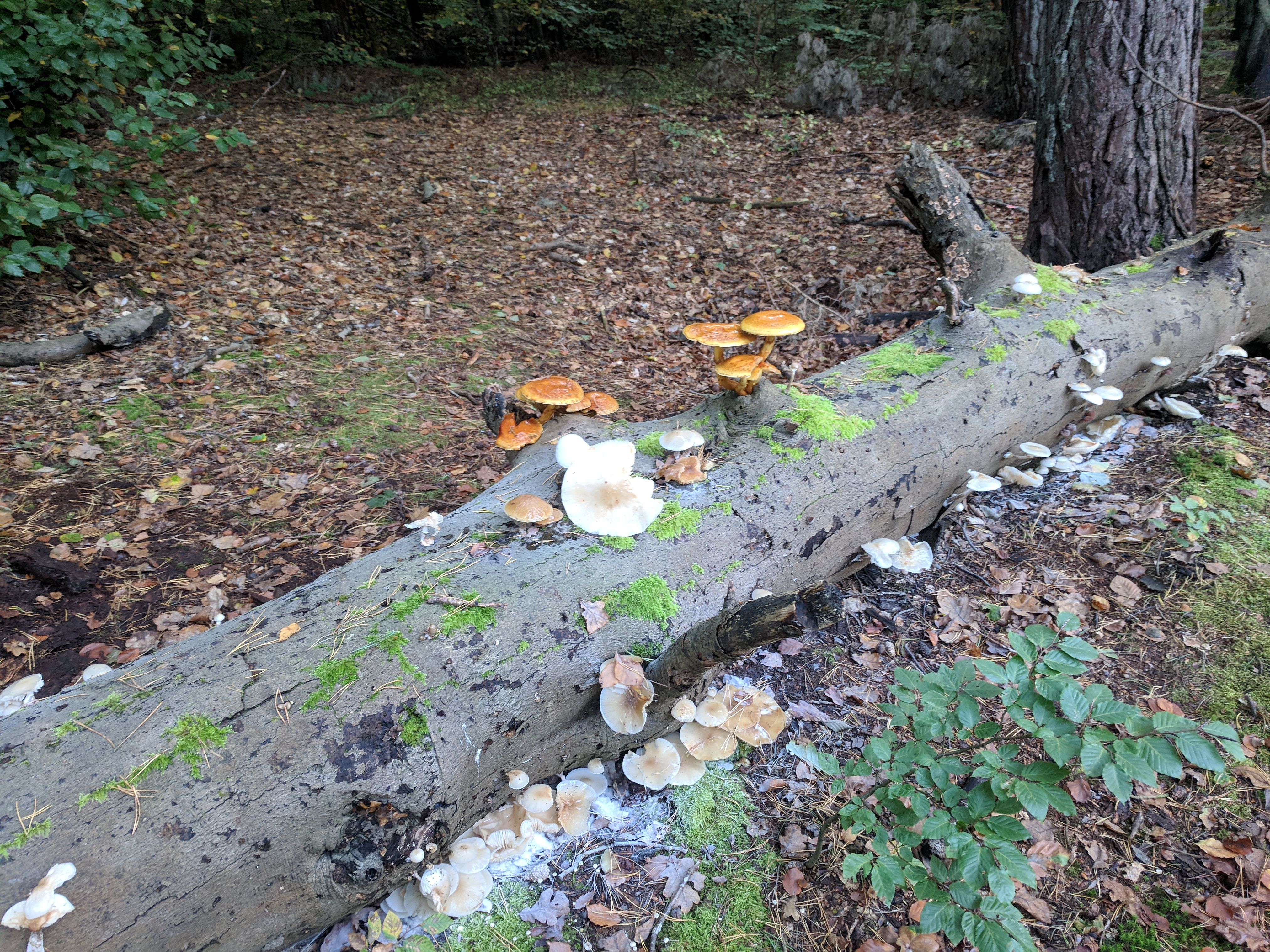
Totholz bietet einen idealen Nährboden für Pilze

Totholz wird über Jahre hinweg von Bakterien, Käfern und Baumpilzen wie beispielsweise dem Zunderschwamm, dem Hallimasch und weiteren so genannten lignicolen Pilzen zersetzt. Der entstehende Humus wird zum Nährboden für Pflanzen. Totholz bildet auch ein Keimbett für viele junge Bäume; seine Masse und Verteilung kann die nach dem natürlichen Zerfall neu entstehenden Bestands- und Waldstrukturen beeinflussen.

## Mikroklimatische Besonderheiten von Totholz
Am Boden liegendes Totholz wirkt ausgleichend auf das Mikroklima in der direkten Umgebung. Einerseits führen die dunkle Oberfläche sowie die geringe Wärmeleitfähigkeit von Holz dazu, dass Totholz gegenüber der Umgebung zu bestimmten Zeiten eine erhöhte Temperatur aufweist. Andererseits kann Totholz seine unmittelbare Umgebung auch vor Überhitzung schützen, da es infolge des erhöhten Wassergehaltes Temperaturschwankungen auszugleichen vermag. Letzteres ist auch der Grund dafür, dass in der Nähe von liegendem Totholz der Boden weniger rasch austrocknet als an anderen Orten.

## Totholz in limnischen und semiterrestrischen Ökosystemen
Nicht nur in Gehölzbiotopen und terrestrischen (Land-)Ökosystemen erfüllt Totholz eine wichtige Funktion, sondern auch in süßwasserbeeinflussten Ökosystemen (limnische Ökosysteme) und semiterrestrischen Ökosystemen wie Mooren und in Bruchwäldern.

### Wirkung von Totholz in Fließgewässern

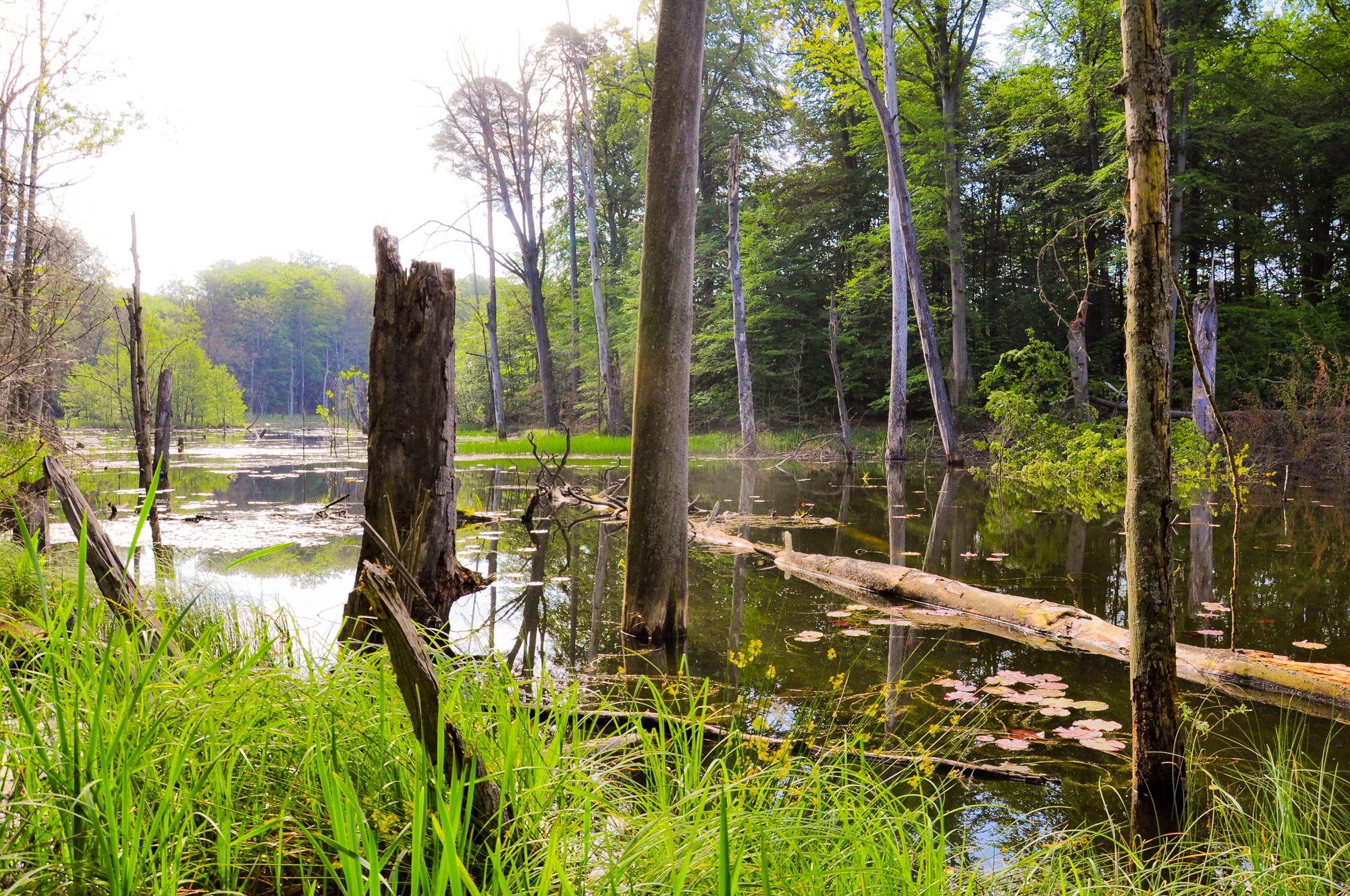
Stehendes Totholz im Schweingartensee am Rande des „Serrahner Urwaldes“ (Müritz)

In naturbelassenen Gewässern Mitteleuropas kommt durch den Bewuchs stets ein hoher Anteil von Totholz in unterschiedlichen Erscheinungsformen vor und beeinflusst das Erscheinungsbild stark. In Altarmen von Fließgewässern, an Flüssen und Bächen wird die natürliche Fließgewässerdynamik durch Gehölze und durch Totholz maßgeblich mitgeprägt: durch Uferfestlegung, Erosionsminderung, Schwemmgut und Akkumulation, durch Schaffung von Bereichen unterschiedlicher Strömungsgeschwindigkeit oder von Verlandungszonen. An Stämmen und kleinerem Treibgut staut sich das Wasser und senkt die Fließgeschwindigkeit, was zur Ablagerung von Sedimenten führt. Die abgelagerten Sedimente verringern ein Eingraben des Fließgewässers (Geschiebehunger); Totholz trägt auch zur Regulierung des Grundwasserstandes bei. Durch die aufstauende Wirkung kann es zu einer Veränderung des Stromstriches und zu einer seitlichen Verlagerung kommen, das Mäandrieren des Gewässers wird unterstützt. Es bilden sich aber auch Abschnitte mit höherer Strömungsgeschwindigkeit (Entstehung von Kolken), Steilufern und Abbruchkanten. Strukturvielfalt (Gewässerstrukturgüte) und Wasserqualität werden durch Sauerstoffanreicherung (Selbstreinigungskraft) verbessert.

### Einfluss auf die Biozönose in Fließgewässern

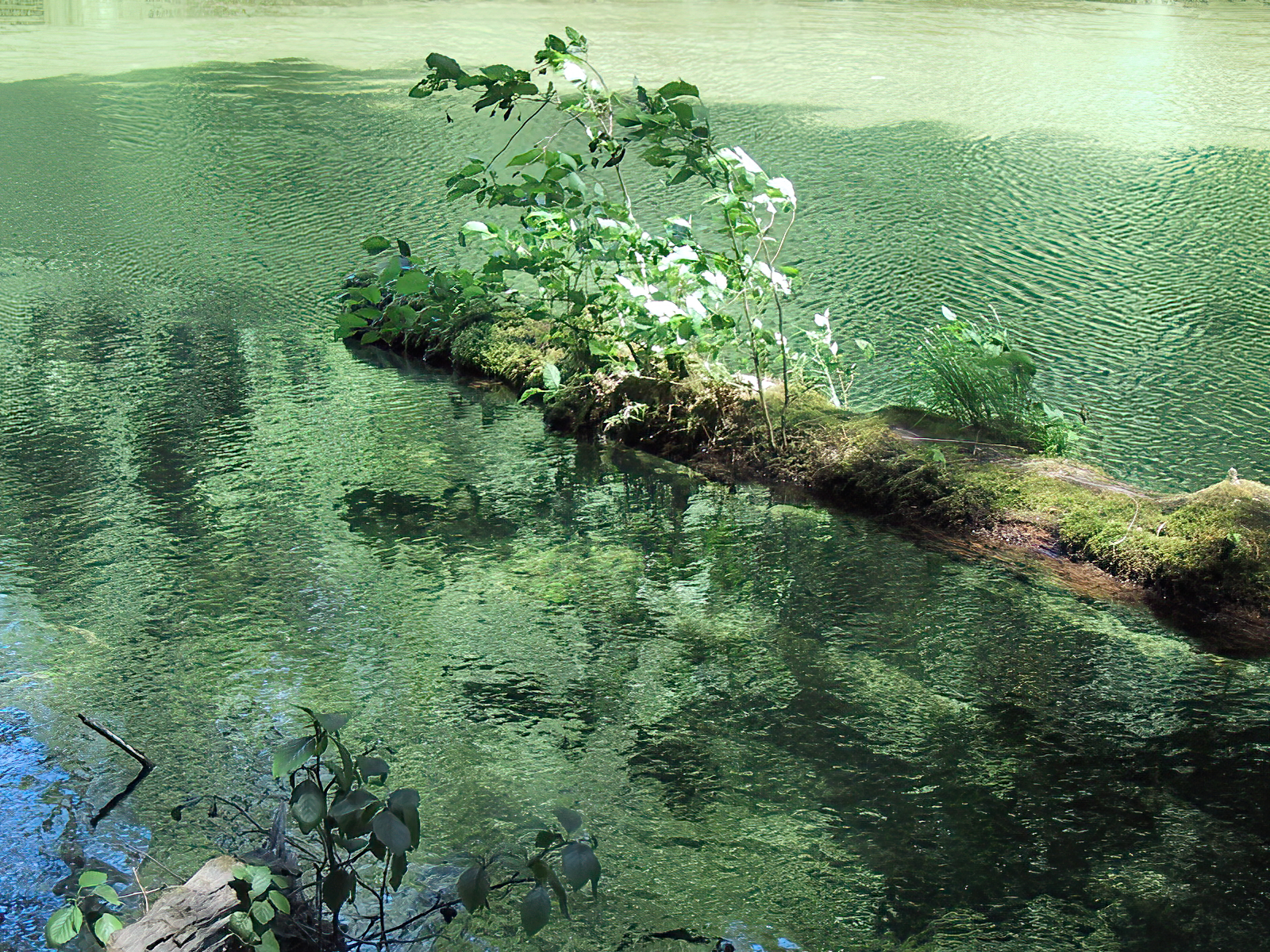
Bewachsenes Totholz in einem Fluss im Regenwald auf Vancouver Island

An naturbelassenen Gewässern ist das Aufkommen von Totholz beträchtlich. Auch kleinste Strukturunterschiede, wie Stamm, Geäst, Krone; Quantität von Totholz und das Verhältnis von unter Wasser liegendem und über Wasser liegendem Totholz sind Qualitätsmerkmale.
In Versuchen wurde die positive Entwicklung der Fisch-Populationen nachgewiesen. In fischökologischen Untersuchungen stieg die Regenbogenforellen-Population bereits im ersten Jahr nach dem künstlichen Eintrag von Totholz an strukturarmen, kanalisierten Fließgewässern von 180 auf rund 500, im zweiten Jahr auf bis zu 1100 Individuen auf 150 Meter Gewässerabschnitt. Der größte Zuwachs wurde im Kronenbereich eingebrachter toter Bäume festgestellt, wo die Regenbogenforelle laichen konnte. Auch stromunter- wie stromoberseitig der angereicherten Gewässerabschnitte stieg die Zahl der Individuen.
Die Artenvielfalt der Fischzönosen hat in diesem Fall durch andere Umweltschäden (Passierbarkeit, Gewässergüte) nicht zugenommen. Trotzdem kann angenommen werden, dass von Totholz in Fließgewässern auch Fische anderer Größenordnungen sowie Krebse, Muscheln, sessile und viele andere Arten profitieren.
Im Wasser liegendes Totholz stellt an sich schon einen Lebensraum dar – so nutzen etwa 60 heimische Käferarten nur solches Totholz zur Eiablage, das schon einmal im Wasser lag. Vögel benutzen aus dem Wasser ragendes Holz als Ansitz. Die Brückenspinne (eine Kreuzspinnen-Art) hat sich auf den Netzbau an Totholz und anderen Gegenständen über Gewässern spezialisiert.
In naturbelassenen Auen der Fließgewässer stellt Totholz das prägende Element dar. Besonders viel großvolumiges Totholz fällt in Auwäldern an, da durch stark schwankende Grundwasserpegel und regelmäßige Hochwasser Bäume in kürzeren Zeitabständen absterben. Bei ausbleibender Bewirtschaftung ist hier, vor allem durch die periodische Überflutung, die Zerfallsphase der Wälder verbreitet. Hartholz- und Weichholzauen sind häufig durch absterbende einzelne, sonnenexponierte Bäume gekennzeichnet; sie bieten zusammen mit liegendem Totholz einen sehr artenreichen Lebensraum. In Altarmen fördert Totholz durch Nährstoffeintrag die Verlandung und sorgt so für Stabilität und Fließgleichgewicht eines Stromes.

### Wirkung von Totholz in Mooren und Bruchwäldern
Auch in Bruchwald und Sumpf ist das Mosaik-Zyklus-Konzept durch das beschleunigte Absterben verbreitet.
In semiterrestrischen Hochmooren und Niedermooren trägt Totholz entscheidend zur Herausbildung der typischen Standortfaktoren bei. In Altarmen und Mooren sorgen vornehmlich schwankende Grundwasserstände und Klimaeinflüsse auch auf natürliche Weise für das Entstehen von Totholz. In geringerem Maße ist Totholz auch an der Moorbildung beteiligt.

## Bestandsrückgang und gesellschaftliche Zusammenhänge
Aufgrund der Konkurrenz ökologischer Zielsetzungen mit anderen Bedürfnissen und Ansprüchen der Menschen an Wälder, Parks und ähnliche Umgebungen wird Totholz normalerweise größtenteils entfernt, oder seiner Entstehung wird vorgebeugt. Zum einen spielen wirtschaftliche Aspekte hier eine wichtige Rolle: Die Forstwirtschaft ist einer der wichtigsten Arbeitgeber in strukturschwachen Regionen. Zum Schutz der (öffentlichen oder privaten) Forstbetriebe vor Schäden durch großflächigen Insektenfraß oder Waldbrand wird Totholz nur in beschränkter Menge toleriert. Weiterhin stellt stehendes Totholz unter Umständen ein erhebliches Risiko bezüglich Arbeitssicherheit bei der Waldarbeit dar.
Zudem sollte der Landschaftsschutz mitsamt seiner Wechselwirkung auf andere gesellschaftliche Interessen berücksichtigt werden. Nationalparks möchte man in ihrem Zustand und ihrer Einzigartigkeit oft erhalten, zumal der Tourismus in der Regel die Haupteinnahmequelle für diese Einrichtungen darstellt. Aber auch im Bereich der Naherholung in Parks und Wäldern sind relevante Aspekte zu berücksichtigen. Stehendes Totholz wird kritisch in Bezug auf die Sicherheit der Erholungssuchenden betrachtet, ebenso kommen hier ästhetische Gesichtspunkte hinzu.

Eine Anlage nur für Totholz: Der Totholzgarten

Im dichtbesiedelten Deutschland sind großvolumige Totholzbiotope insgesamt selten geworden. Sie werden nach den Landesnaturschutzgesetzen nur in Sachsen explizit geschützt („höhlenreiche Einzelbäume“ und „totholzreiche Altholzinseln“). In allen anderen Bundesländern fallen Totholzbiotope als Kleinstrukturen nicht unter besonders geschützte Biotope. Ein Schutzstatus ist in Deutschland meist nur indirekt abzuleiten (z. B. Streuobstwiese, Wallhecken, Hecken und Flurgehölze, Bruchwälder, Lebensräume bedrohter Arten nach FFH-Richtlinie) oder nach Einzelanordnung oder -ausweisung zu erreichen. Vereinzelt werden auch sogenannte Totholzgärten angelegt, wo auf einem bestimmten Bereich (meist in der Nähe von Naturflächen) eine Anhäufung von Totholz vorgesehen ist. Das Holz wird dort längerfristig abgelegt. Solche Gärten gibt es unter anderem in Schwabach, Reilingen und Hof (Saale).

### Forstwirtschaft

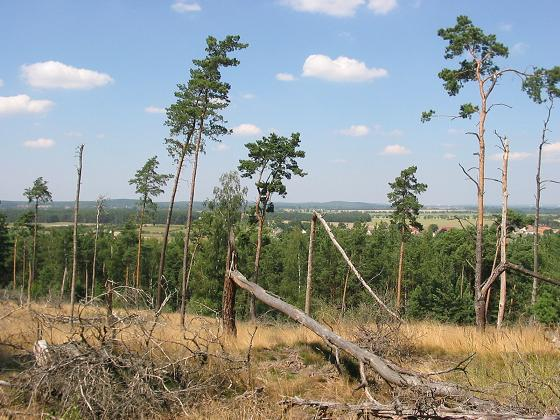
Windbruchfläche in Kiefernforst mit liegendem und stehendem Totholz in den Glauer Bergen, Brandenburg

In Deutschland wird im Gegensatz zu vielen Ländern der Welt traditionell ein ganzheitlicher (inklusionistischer) Ansatz der Forstwirtschaft (früher „Kielwassertheorie“) verfolgt, bei dem alle Funktionen auf ein und derselben Wirtschaftsfläche gleichzeitig erbracht werden sollen, also wirtschaftlicher und gesellschaftliche Nutzen sowie alle ökologischen Funktionen, insbesondere der Naturschutz. Mit diesem Anspruch wird ein großer Teil der Waldfläche Deutschlands forstwirtschaftlich genutzt, ohne dass die Forstgesetze operational die drei genannten Funktionen sicherstellen. Dies ist gleichzeitig die wichtigste Ursache für das Fehlen von starkem Totholz und damit die Hauptursache für die Gefährdung der zahlreichen darauf angewiesenen Arten. Unabhängig von der Betriebsform (Altersklassenwald oder Dauerwald) werden die meisten Bäume genutzt, bevor sie den natürlichen Alterstod sterben könnten. Damit fallen die für einen Urwald typischen Alters- und Zerfallsphasen an vielen Stellen aus. Insbesondere der im Altersklassenwald stetig angestrebte Kronen- und Dickungsschluss, u. a. durch Aufforstung von kleinen Lichtungen, vermindert die Sonneneinstrahlung und damit zusätzlich die Vielfalt unterschiedlicher Lichtmosaike und Zersetzungsbedingungen. Insbesondere seit der gestiegenen Nachfrage nach Waldholz als Energieträger werden sogar wieder vermehrt solche Holzsortimente genutzt, die vorher als unwirtschaftlich zu nutzen im Wald verblieben waren, beispielsweise Weichhölzer, schwache Sortimente wie Äste und Zöpfe, oder anbrüchiges oder verpilztes Holz.
Historisch betrachtet wurde aus der Not an Brennmaterial der Wald lange Zeit „sauber“ gehalten, da abgestorbene Äste und Baumreste als Rohstoff genutzt werden mussten. Später kam teilweise die Ansicht dazu, den im Totholz lebenden „Schädlingen“ vorzubeugen, sodass oftmals bis in die 1990er Jahre die Ansicht vertreten wurde „der Wald müsse sauber sein“. Im Zuge der Hinwendung einiger Landesforstbetriebe zur naturnäheren Waldwirtschaftsformen seit Ende der 1980er Jahre wurde dem Fehlen von Totholzstrukturen im Wirtschaftswald vermehrt Aufmerksamkeit geschenkt. So erließen die saarländischen Landesforsten erstmals in Deutschland im Jahr 1992 eine Totholzstrategie, die im öffentlichen Wald die Forstdienststellen verbindlich anwies, mindestens fünf Prozent der stehenden Holzmasse (über 30 cm Brusthöhendurchmesser) als Biotopbäume dauerhaft von der Nutzung auszunehmen. Eine Totholzempfehlung ist inzwischen auch Bestandteil der Biodiversitätsstrategie der Bundesregierung, welche jedoch im föderalen System nicht die unmittelbare Gesetzeskompetenz besitzt.
Da die meisten Wälder Deutschlands bewirtschaftet werden, wird versucht, die Interessen von Naturschutz und Forstwirtschaft in Forstrahmenplänen oder Landschaftsplänen miteinander in Einklang zu bringen. Aufgrund der enormen Bedeutung für Waldökosysteme ist das Vorhandensein von Totholz ein Kriterium bei der Zertifizierung nachhaltiger Forstwirtschaft. Ein kleiner Prozentanteil der Fläche muss aus der Nutzung genommen werden (FSC), oder es gibt Leitlinien zum Erhalt eines Minimums starker toter Bäume (PEFC).

### Baumpflege in öffentlichen und privaten Grünflächen

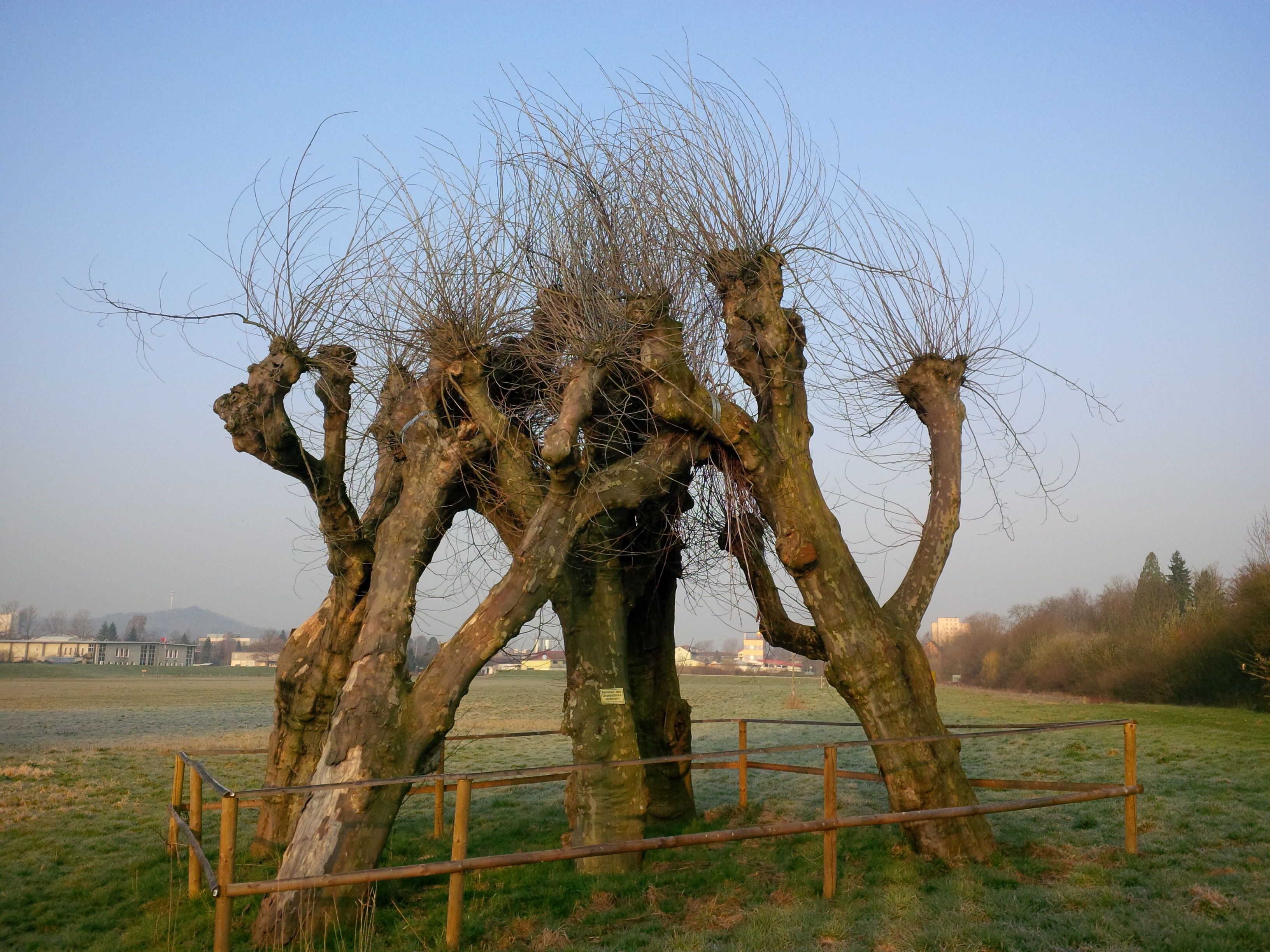
Verlegte Totholz-Pyramide aus Platanen zum Schutz seltener Arten

In öffentlichen Grünanlagen, vor allem an Straßen, und in privaten Gärten wird Totholz meist entfernt, weil es als „hässlich“ angesehen wird, oder die Verkehrssicherungspflicht es notwendig macht. Gerichte erkennen durch herabfallende Äste Geschädigten meistens einen Schadensersatzanspruch gegen den Besitzer eines Baumes zu. Von der legalen Möglichkeit, sich von dieser Pflicht auf Erholungsflächen zu befreien (durch entsprechende Schilder: „Betreten/Befahren auf eigene Gefahr“), machen Gartenämter und Privatleute meist keinen Gebrauch, um mögliche Rechtsstreite zu vermeiden.
Eine solche „formularmäßige Freizeichnung“ ist nicht möglich, wenn ein Baum oder Äste auf einen Verkehrsweg stürzen. Gerichte erkennen eine „formularmäßige Freizeichnung“ von der Haftung durch solche Schilder nicht an. Gefahrenbereiche können nur dadurch entschärft werden, dass die Gefährdung beseitigt wird oder der Bereich für den öffentlichen Verkehr wirksam gesperrt wird.
§ 60 BNatSchG beschränkt diese Haftungspflicht der Eigentümer jedoch gegenüber Erholungssuchenden „auf Wegen der offenen Flur und ungenutzten Grundstücken“: Die Erholungsnutzung geschieht hier auf eigene Gefahr. Ebenso zeichnet sich ab, dass Astabbrüche oder Baumsturz im Bestandswald als „waldtypische“ Gefahren anzusehen sind, für die der Verkehrsträger nicht haftet (ähnlich dem Fall „Steinschlag auf Hochgebirgspfaden“).
Als eine weitere Maßnahme zur Minimierung des Lebensraumverlustes seltener Tierarten werden beseitigte Totholz-Stämme an anderen Stellen als Totholz-Pyramiden wieder aufgebaut. Dies dient dem weiteren Erhalt streng geschützter Arten.

### Totholz-Ersatzhabitate

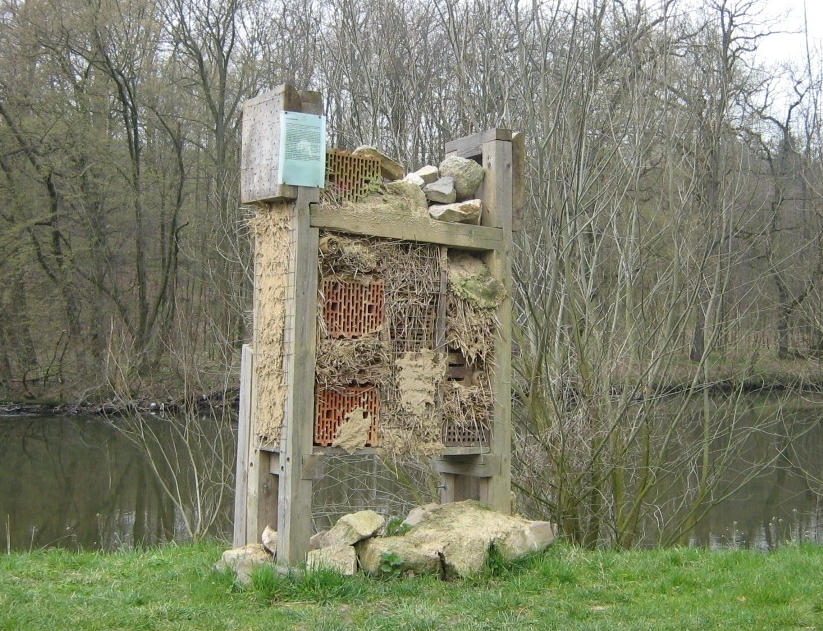
Ersatzhabitat aus Lochziegeln, Lehm und Stroh

Zum Erhalt aller in Deutschland natürlich vorkommenden Waldgesellschaften ist auf repräsentativen Flächen ein Bewirtschaftungsverzicht erforderlich. Dieser wird selbst innerhalb der bestehenden Nationalparke nur teilweise verwirklicht. Deswegen soll im Rahmen der Nationalen Biodiversitätsstrategie 5 % der Waldfläche in Deutschland dauerhaft unbewirtschaftet bleiben.
Bewusst geschaffene Nisthilfen wie Lochziegel und Brutkästen, Holzscheite auf dem Balkon und im Garten können einigen Arten einen Ersatzlebensraum bieten. Eine Besiedelung im Sinne eines Ökosystems mit Säugetieren und Vögeln oder gar mit spezialisierten Käfern lässt sich damit nicht erreichen. Wirkungsvoller sind Maßnahmen in Wäldern, Grünanlagen und Gärten. Baumschnitt sollte nicht entfernt oder geschreddert werden. Aus ihm lassen sich im Garten totholzreiche Hecken, ähnlich der Benjeshecke, als Sichtschutz und Gestaltungselement herstellen. Abgesägte Stämme können angelehnt oder als künstliche Käferburg eingegraben das wichtige stehende Totholz darstellen.